# Noyil
Noyil és un riu del districte de Coimbatore a l'estat de Tamil Nadu. Neix a 10° 55′ 45″ N, 76° 45′ 40″ E / 10.92917°N,76.76111°E a les muntanyes Velingiri i creua el districte de l'oest cap a l'est fins que finalment s'uneix al riu Kaveri a 11° 04′ 00″ N, 77° 59′ 30″ E / 11.06667°N,77.99167°E.